# Forottero

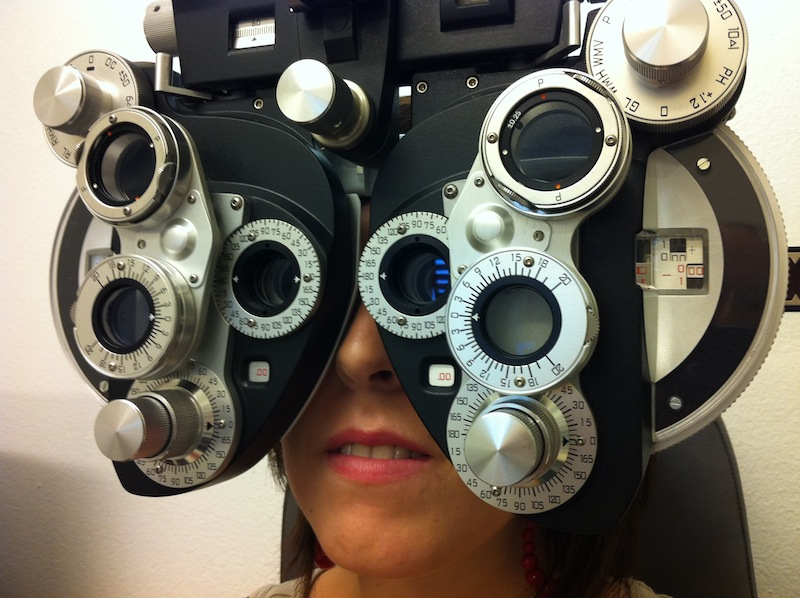
Il forottero impiegato durante una visita oculistica

Il forottero è uno strumento essenziale in optometria e oftalmologia utilizzato per misurare la rifrazione dell'occhio e determinare la correzione visiva necessaria, come occhiali o lenti a contatto. Durante un esame della vista, il paziente guarda attraverso il forottero mentre l'operatore modifica le lenti, chiedendo al paziente quale opzione offra una visione più nitida. Questo processo consente di valutare e correggere difetti visivi come miopia, ipermetropia, astigmatismo e presbiopia. Inoltre, il forottero permette di valutare la cooperazione tra i due occhi, identificando problemi nella visione tridimensionale o nella coordinazione oculare.
Oltre ai modelli tradizionali, oggi esistono forotteri digitali, più rapidi e precisi. Questi strumenti elettronici, collegati a sistemi computerizzati, registrano automaticamente i dati e facilitano la valutazione, rendendo l'esame ancora più efficiente e accurato.

## Caratteristiche
- Lenti sferiche: Utilizzate per correggere la miopia (difficoltà a vedere da lontano) o l'ipermetropia (difficoltà a vedere da vicino).
- Lenti cilindriche: Necessarie per correggere l'astigmatismo, un difetto causato da una curvatura irregolare della cornea o del cristallino.
- Prismi: Utilizzati per valutare e correggere problemi di allineamento oculare, come la diplopia (visione doppia).
- Rotelle di selezione: Consentono di cambiare rapidamente le lenti e modificare la loro potenza, facilitando l'individuazione della correzione ottimale.

## Utilizzo
Il forottero viene sistemato davanti agli occhi del paziente, che guarda un grafico di acuità visiva (come il classico grafico con lettere di diversa grandezza). L'operatore cambia le lenti e chiede al paziente di valutare quale immagine sia più chiara tra diverse opzioni, per esempio "Meglio 1 o 2?". Combinando lenti diverse, l'operatore identifica la correzione necessaria per migliorare la visione, valutando refrazione sferica (miopia/ipermetropia), cilindrica (astigmatismo) e eventuali difetti di allineamento oculare (correzione prismatica).